# Isolabella graeca
Isolabella graeca (Syn. Isolaboides kosswigi) ist eine wenig erforschte Art der zu den Insekten gehörenden Ohrwürmer und in der Türkei sowie eventuell in Griechenland beheimatet. Die Art wird in der Literatur oftmals als zwei verschiedene Arten betrachtet, trotz einer Synonymisierung. Dadurch entstehen Konflikte in Bezug auf Artstatus, Taxonomie, Morphologie und Verbreitung. Die Möglichkeit, dass es sich doch um zwei nahe verwandte Arten handelt, ist nicht ausgeschlossen.

## Merkmale

### Länge und Färbung
Das männliche Typusexemplar misst inklusive Forceps 13,5 mm. Bei weiteren Museumsexemplaren messen die Männchen inklusive Forceps 17–18 mm bzw. 18–18,5 mm und die Weibchen 10–11,5 mm bzw. 10,5 mm. Diese Maße bedürfen jedoch der Ergänzung. Das Pronotum ist 1,7–2,6 mm lang. Die Färbung ist einfarbig rötlichbraun bis dunkelbraunrot oder schwarzbraun, nach anderen Angaben sehr dunkel schwarzbraun (I. kossiwig) oder dunkel rötlichbraunschwarz (I. graeca). Lebendfotos auf iNaturalist zeigen die Art in gelbbraun, rotbraun und graubraun, mit einem schwärzlichen Kopf.

### Kopf und Thorax
Der Kopf ist groß, lang, etwas breiter als das Pronotum und im Gegensatz zum restlichen Körper nicht fein punktiert, sondern glatt.  Die postfrontalen und coronalen Nähte sind nicht unterscheidbar (I. kosswigi) bzw. deutlich erkennbar (I. graeca). Die Augen sind klein. Am Dorsalende der Augen befindet sich je ein helles Fleckchen. Der Clypeus ist ventral etwas heller. Die Antenne besteht aus 18 Gliedern. Das erste Antennenglied ist groß, aber kürzer als die Distanz zwischen den Antennenbasen. Das zweite Antennenglied ist quer, das dritte lang und ungefähr so lang wie der Scapus. Vom 5. Glied an sind die Antennen gelblichbraun und ziemlich dicht pubeszent.  Das Pronotum ist fast quadratisch bis schwach quer und divergiert leicht nach hinten, die Seitenränder sind parallel, der Hinterrand gerade. Es ist glatt und in der Prozona leicht aufgebläht. Die mediane Längsfurche ist kaum erkennbar, mit einem sehr kleinen eingeprägten Punkt auf jeder Seite. Nach anderen Angaben befindet sich in der Mitte befindet eine leichte Längsfurche, seitlich sind zwei schwache Längseindrücke, bzw. die Längsfurche ist deutlich erkennbar. Das Meso- und Metanotum fallen seitlich etas ab und sind fein anliegend beborstet. Sie sind vom Carcinophora-Typ und die Art ist vollständig flügellos (apter). Die Beine sind relativ kurz, schlank, braun und mit den Eigenschaften der Gattung (das 2. Tarsenglied ist apikal schwach erweitert und etwa so lang wie das dritte). Das Prosternum ist eineinhalb mal länger als breit und parallelseitig. Das Mesosternum ist quer und vom Carcinophora-Typ.

### Abdomen
Das Abdomen ist nach hinten hin schwach erweitert, die Seiten der Tergite sind glatt. Das 10. und letzte Tergit ist sehr kurz und breit, schmal quer. In der Mitte ist eine kleine und schwache (I. kosswigi), nach anderen Angaben deutliche und tiefe Furche (I. graeca). Über den Zangenbasen ist es schwach gewölbt und hinten quer abgestumpft.
Das Pygidium (=Epiprokt) des Männchens ist von oben nicht sichtbar oder als spitzer Tuberkel erkennbar. Es ist trapezförmig und trägt in der Mitte ein kleines Knötchen. Insgesamt ist es spezifisch. Das letzte Sternit ist einfach, sehr breit und kurz. Es ist ebenfalls charakteristisch, da es (im Falle von I. graeca) drei spezifische Auswüchse aufweist, die länglichen Graten gleichen. Die Subgenitalplatte ist hinten breit verrundet.
Die Zange ist an der Basis dick, basal wirkt sie leicht dreieckig und läuft zum Ende hin gleichmäßig zu. Die beiden Zangenzweige umschließen in etwa ein Oval. Beim Weibchen sind sie gerade und sich verjüngend (I. kosswigi). Die Zange von I. graeca wird als vom Carcinophora-Typ beschrieben, zylindrisch, stark gekrümmt, symmetrisch und ohne Zähne am Innenrand. Nach einer dritten Beschreibung sind  die Zangen des Männchens gleichmäßig gebogen, rundlich, innen und ventral etwas abgeflacht und beim Weibchen zum leicht nach innen gebogenen Apex allmählich verschmälert.
Die männlichen Genitalien besitzen eine typisch spiralige Virga und sind sehr lang und dünn. Der rechte Genitallobus besitzt eine rudimentäre Virga, der linke Genitallobus ist voll entwickelt. Die Virga innerhalb des Genitallobus ist sehr lang und spiralig. Für I. graeca werden die Genitalien als spezifisch beschrieben und vom Labiidae(=Spongiphoridae)-Typ. Die zentralen Parameralplatten verjüngen sich basal und weiten sich apikal, die Virga ist spezifisch, aber ohne einen basalen sklerotisierten Teil. Die äußeren Paramere sind stumpf und gut entwickelt. Die Genitalien oder distalen Loben besitzen eine charakteristische spiralige Falte.

### Ähnliche Arten
Ähnliche Arten liegen aus Europa nicht vor, die Art ist in ihren Merkmalen unverkennbar.

## Verbreitung
Genaue Fundortangaben der Art gibt es nur aus der Türkei. Aus Griechenland liegt nur ein ohne genaue Angabe versehenes und verschollenes Typusexemplar vor. Da es keine weitere Angaben zu Griechenland gibt, wird die Art als endemisch für Anatolien betrachtet. In der Türkei ist die Art aus den Regionen Mittelmeerregion, Ägäisregion, Zentralanatolien, Malatya, Südostanatolien und der Marmararegion bekannt. In Zentralanatolien lebt die Art in Eskişehir in der Provinz Eskişehir. In der Ägäisregion ist die Art aus Söke in Aydın, Denizli und der Gegend bei Acıpayam in Denizli und Kütahya in Kütahya bekannt. In der Mittelmeerregion liegen Funde aus Çavdır und Altınyayla in Burdur vor. Neuere Funde liegen abgesehen von den Funden aus Zentralanatolien aus Bozdağlar (Tmolos-Gebirge) vor (Bozdağ, Dağmarmara, Ovacık, Kuşlar und Çıkrıkçı) sowie erstmals auch aus dem Osten der Türkei, in der Provinz Malatya. Zusätzlich werden die Marmararegion und Gaziantep erwähnt. Dies lässt auf ein größeres Verbreitungsgebiet schließen, als zuvor bekannt war, eins, das möglicherweise den gesamten Nordwesten, Südwesten, zentralen Westen, zentralen Süden und Südosten des Landes einschließt. Dafür sprechen auch weitere Fundortangaben aus Afyonkarahisar, Bolu, Burdur, Bursa, Gaziantep, Izmir, Konya, Manisa und Muğla. Es wurde ebenfalls über einen Fund von explizit Isolabella graeca und nicht Isolaboides kosswigi aus Altınoluk berichtet.

## Lebensraum
Die Art besiedelt Gebirge in Höhen von 600 bis 1760 m Höhe und ist resistent gegen niedrige Temperaturen. Sie wurde beispielsweise in 600 m Höhe unter Steinen an einer Gebirgsquelle gefunden, in 1100 m Höhe in einem Wald aus Kalabrischer Kiefer (Pinus brutia), in 1200 m Höhe unter Steinen einer alten Ruine in offenem, nicht bewaldeten Land, in 1400 m Höhe und in 1760 m Höhe. Es scheint sich somit um eine Gebirgsart zu handeln, was typisch ist für europäische Forficuloidea, die ungeflügelt sind. Die Tiere werden fast immer unter Steinen gefunden.
Am humiden und sommerregengetönten Bozdağlar-Berg gehörten 91 % der im Sommer in Bodenfallen gefundenen Ohrwürmer zwischen 2001 und 2006 dieser Art an, sie scheint in geeigneten Habitaten also sehr dominant zu sein. Hier wurde sie in Höhen zwischen 620 und 1470 m gefunden. Im Herbst und Winter wurde sie hier in Überwinterungsbandfallen (hibernation trap-band) mit einer Dominanz von 40 % nachgewiesen und über das ganze Jahr hinweg mit einer Dominanz von 81 %. Am häufigsten fand sich die Art in Kiefernwäldern und Eichenwäldern, gefolgt von Kastanienwäldern und Wiesen. In feuergeprägten Störflächen, semiaquatischen Habitaten und Macchie war sie nur selten zu finden.
In der Malatya-Provinz wurde die Art in geringer Zahl in Aprikosen-Obstplantagen gefunden.

## Lebensweise
Die beiden Exemplare auf iNaturalist wurden im April und Dezember gefunden. Ein Rückschluss auf die Phänologie ist anhand von zwei Exemplaren jedoch nicht möglich. In einer langjährigen Studie, die jedoch nur im Intervall April bis Oktober durchgeführt wurde, wurde die Art in jedem Monat nachgewiesen. Somit ist es also wahrscheinlich, dass die Art ganzjährig zu finden ist. Von April bis Juli stieg die Zahl der gefundenen Individuen stetig an und erreichte ihren Höhepunkt im Juli. Im August und September nahm die Zahl wieder ab. Dies lässt auf eine Nymphenentwicklung im Frühling und Sommer schließen, wie sie bei Gebirgsarten oftmals der Fall ist. Eine Überwinterung als Imago ist bekannt, ebenso ein Auftreten ab Februar.
Über die Ernährung der Art ist nichts bekannt.

## Taxonomie
Der deutsche Zoologe Karl Wilhelm Verhoeff beschrieb die Art erstmals 1902 (Verhoeff 1902b) (nach Steinmann 1901) anhand eines Männchens aus Griechenland, ohne nähere Angabe. Dieses männliche Typusexemplar befand sich im Museum für Naturkunde (Berlin), ist dort nach Steinmann (1975) aber nicht mehr vorhanden. 1947 beschrieb der britische Entomologe Walter Douglas Hincks die Art Pseudoisolabis kosswigi aus der Türkei. Das männliche Typusexemplar befindet sich im Natural History Museum in London. Ebenfalls 1947 wurde die Art vom englischen Entomologen Malcolm Burr in Burr 1947a als neues Synonym erwähnt, worauf sich auch andere Angaben des Erstautors der Art beziehen. Nach Reichardt (1977) stellte Burr anhand von türkischem Material die Art auf, obwohl ihm Verhoeffs Beschreibung vorlag. Er ließ sich jedoch durch eine deutlich ausgeprägte Längsfurche am Vertex davon abhalten, sein Material Isolabella graeca zuzuordnen. 1958 stellte Hincks Pseudoisolabis kosswigi in die Gattung Isolaboides, somit handelt es sich bei Pseudisolabis kosswigi um ein älteres Synonym von Isolaboides kosswigi. Der deutsche Entomologe Kurt Harz synonymisierte die beiden Arten 1975, was in späteren wissenschaftlichen Werken jedoch meistens übersehen wurde.  Kurt Harz untersuchte 1971 eingehend den Rest (das Abdomen fehlte) des Typus von I. graeca im Humboldt-Museum Berlin und fand in einer Sammlung seines Freundes Prof. Dr. Niyazi Lodos aus Izmir ein am 4. Februar 1971 bei Söke-Davutlar gefundenes Männchen, das völlig damit übereinstimmte. Er erwähnt, dass Burr seine kosswigi zu graeca gestellt hätte, wenn Verhoeff nicht eine Längsfurche am Vertex angeführt hätte, worauf sich auch Reichardt bezieht. Diese ist leicht ausgeprägt auch vorhanden, auch die als nicht vorhanden angegebenen Querfurchen zu den Augen ist da, aber nur ganz leicht angedeutet. Ebenso ist dies bei dem neuen Fund, doch sind hier die Nähte nur bei guter Vergrößerung erkennbar, sonst stimmt das Männchen vollkommen mit graeca überein und da dies nach M. Burrs Beschreibung und Abbildungen auch der Fall ist und die Deutlichkeit der Kopfkapselnähte wohl in der Variationsbreite liegt, zog er kosswigi als Synonym zu graeca ein, die bereits 1902 beschrieben wurde. Ebenso sei der Name der Gattung Isolabella Verhoeff, 1902, die sich durch die spiralige Virga von anderen Gattungen unterscheidet. Durch diese Publikation wurden beide Arten synonymisiert, was später in keiner Publikation revertiert wurde. 1976 wurde diese Synonymisierung in Harz & Kaltenbach beibehalten. Hier wurde außerdem ein Eintrag für Hincks (1966) in Bezug auf den Gattungsnamen Isolaboides vermerkt, der 1958 aufgestellt worden war. Reichardt bestätigte 1977 die Synonymisierung von Harz und hielt sie für berechtigt. Isolaboides kosswigi wurde 1966 von Popham & Brindle, 1970 von Sakai und 1978 von Brindle erwähnt und Isolabella graeca 1983 von Steinmann. Im 21. Jahrhundert fand Isolaboides kosswigi Erwähnung in Popham (2000), Anlaş, Haas & Tezcan (2010), Anlaş & Kocarek (2012), Özgen, Ayaz & Kitir (2016) und in Örgel, Balbakan & Tezcan (2020). Ein Problem der Synonymisierung bleibt die taxonomische Stellung der sehr einzigartigen Gattung. Nach dem Prioritätsprinzip gehört die Art zur Gattung Isolabella in der Unterfamilie Labiinae, die Art Isolaboides kosswigi wird jedoch in die Gattung Isolaboides in der Unterfamilie Isolaboidinae gestellt, mit den Gattungen Isolaboides und Paralaboides. Es ist jedoch sehr wahrscheinlich, dass eine Verwandtschaft zu anderen Arten der Unterfamilie Isolaboidinae besteht oder zumindest eine genetische Distanz zur Unterfamilie Labiinae. Auch das Art-Epitheton könnte inhaltlich widersprüchlich zu den wissenschaftlichen Gegebenheiten sein, da die Art möglicherweise in Griechenland überhaupt nicht vorkommt. In Anlaş & Kočárek (2012) findet sich folgender Vermerk: Harz & Kaltenbach (1976) veröffentlichten einen Fund von Isolabella graeca aus Denizli, aber der Fund basiert auf dem Typusmaterial von Isolaboides kosswigi, gesammelt von Curt Kosswig. Die Beschreibung von Harz & Kaltenbach wurde mit der Beschreibung von Isolaboides kosswigi verwechselt, da die Autoren diese beiden Spezies als Synonyme betrachteten, wie es auch Reichardt (1978, Anm. 1977?) tat. Die von Harz & Kaltenbach (1976) veröffentlichten Zeichnungen behandeln explizit Isolaboides kosswigi und nicht Isolabella graeca. Demzufolge ist der Fund von Isolabella graeca aus Altınoluk der erste Fund der Art für die Türkei.